# Prunus ussuriensis
Prunus ussuriensis (¿prunus triflora?), también llamado ciruelo siberiano, es un pequeño árbol originario de Siberia. La ciruela de Ussuri fue descrita por Kov. & Kost.

## Descripción
Prunus ussuriensis es un arbusto caducifolio que crece hasta 2,5 m (8 pies 2 pulgadas). Florece de abril a mayo y las semillas maduran de julio a septiembre. La especie es hermafrodita (tiene órganos masculinos y femeninos) y es polinizada por insectos. Adecuado para suelos ligeros (arenosos), medios (arcillosos) y pesados (arcillosos) y prefiere suelos bien drenados. PH adecuado, suelos ligeramente ácidos, neutros y básicos (ligeramente alcalinos). Puede crecer en semisombra (bosques claros) o sin sombra. Prefiere suelos húmedos; se recolecta en verano. Cuando está completamente madura se puede comer cruda y debido a su gran tamaño (gran cantidad de agua) es comercializada para consumo fresco.
Prunus ussuriensis no se debe confundir con el ciruelo chino Prunus salicina (denominados ciruelos japoneses) con los que generalmente se incluyen.

## Distribución y ecología
El área cubre el Extremo Oriente ruso, y el noreste de China.
En condiciones naturales, la ciruela Ussuri está muy extendida en casi todo Primorie y en una parte significativa de la región de Amur. El límite boreal de la distribución es una línea condicional que conecta la región de Blagoveshchensk, los tramos inferiores del río Bureya, la región de Jabárovsk. Por el amur se distribuye hasta Komsomolsk-on-Amur. Los ciruelos crecen individualmente o en grupos a lo largo de las orillas de los ríos no inundados, en islas, en los bordes de los bosques y en los arbustos. En las mejores condiciones de crecimiento, los árboles alcanzan los 4-5 metros de altura y los 30-50 centímetros de diámetro del tronco. La corona densa tiene una forma esférica-oblonga u ovoide.
Florece antes de que se abran las hojas. Las flores son grandes, de 3-3,5 centímetros de diámetro, blancas como la nieve, resistentes a las heladas. Las flores son polinizadas únicamente por el polen de otro árbol, por lo que los ejemplares solitarios, a pesar de la abundante floración anual, no suelen dar fruto (Korotkikh, 1954).
Como regla general, su hábitat es en los márgenes de bosques y junto a arroyos en elevaciones de 400 - 800 metros[266].
Polinizado por insectos, en particular por abejas, solo gracias al polen de otro árbol semi autofértil. Los frutos maduran en junio a julio.
Prefiere suelos frescos y profundos, suficientemente fértiles y bien drenados; no tolera lugares húmedos con agua estancada. Fotófilo, excepcionalmente resistente al invierno. Propagado por semillas. Comienza a dar frutos a la edad de 9-11 años.

## Precauciones
Aunque no se ha visto una mención específica para esta especie, pertenece a un género donde la mayoría, si no todos los miembros del género, producen cianuro de hidrógeno, un veneno que le da a las almendras su sabor característico. Esta toxina se encuentra principalmente en las hojas y semillas y se detecta fácilmente por su sabor amargo. Por lo general, está presente en una cantidad demasiado pequeña para causar algún daño, pero no se debe comer ninguna semilla o fruta muy amarga. Se ha demostrado que en pequeñas cantidades, el cianuro de hidrógeno estimula la respiración y mejora la digestión. También se afirma que es beneficioso en el tratamiento del cáncer. Sin embargo, en exceso puede causar insuficiencia respiratoria e incluso la muerte.